# コントラ
コントラ（スペイン語: contra）は、中米ニカラグアの親米反政府民兵（ミリシア）の通称である。contraは「 - に対する」という意味のスペイン語の接頭辞であり、英語の counterに相当する。

## 概要
この言葉が有名になったのは、1979年のサンディニスタ革命政権の成立を危惧し、当時のアメリカ合衆国のレーガン共和党政権の資金提供によって活動した反政府民兵（事実上の傭兵）による。
革命によって成立したサンディニスタ民族解放戦線（FSLN）政権に対し、反革命（スペイン語で"contra-revolución"）の側に立ったため、「コントラ」と呼ばれるようになった。

## 組織

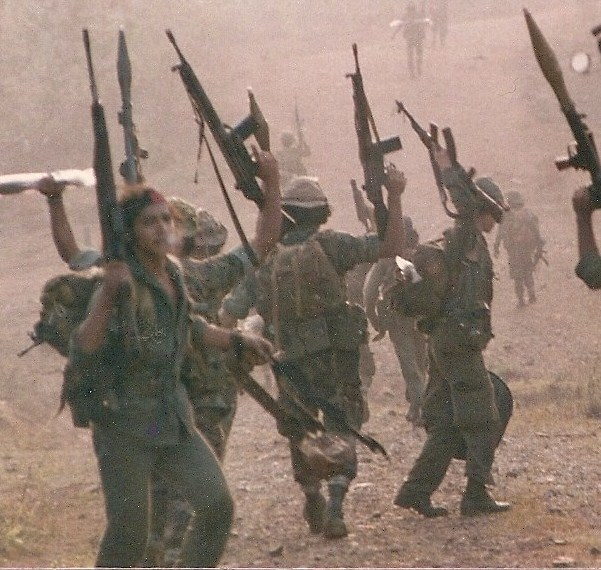
ニカラグア民主軍（FDN）の兵士（1987年）

コントラとは三派に分かれて活動した反ニカラグア民兵を当時のニカラグア政府が総称したものであり、最初に生まれて最も規模が大きく戦争の主体となったのは、非公式にホンジュラスを基地にして西部から越境攻撃を仕掛けてきた、旧ソモサ軍を主体とした純然たる傭兵部隊のニカラグア民主軍（FDN）であり、数百人の兵力から始まったのが米国の援助などを受けて最大時には15,000人の兵力に達し、パナマ国軍やアルゼンチン陸軍、イスラエル国防軍などに訓練され、ホンジュラス軍や駐ホンジュラスアメリカ陸軍、アメリカ空軍の支援を受けていた。
二番目に生まれた組織は、ソモサ時代にマナグアの国家宮殿占領事件を指導した、「ゼロ司令官（コマンダンテ・セロ）」こと、元FSLN司令官エデン・パストラが率い、非公式にコスタリカを基地にして南部から攻撃を仕掛けた民主革命同盟（ARDE）で、兵力は2000人 - 3000人だった。
三番目に生まれた組織は、FSLNのスペイン語教育などの同化政策や、強制移住政策に反抗して立ち上がった、カリブ海岸の先住民ミスキート、スモ、ラマを主体としたMISURASATAだったが、これはサンディニスタ政権が1984年にミスキート族に自治権を認めると1985年5月に和解が成立し、停戦した。

## アメリカからの支援
アメリカ当局によるコントラ組織統一の試みを受け、1985年6月ニカラグア野党連合（UNO）がアルフォンソ・カレロ、アルトゥーロ・クルス、アルフォンソ・ロベロらの主導で結成された。UNOが1987年始めに解散されると、5月にニカラグア抵抗（RN）が結成された。
こうして低強度紛争を行う彼らをアメリカのロナルド・レーガン大統領は「自由の戦士」と呼び、ニカラグアへの攻撃を賛美した。ニカラグアのダニエル・オルテガ大統領はこうした態度に鑑みて、率直に「レーガンはテロリストだ」とことあるごとに語った。
イラン・コントラ事件によって、レーガン政権による援助が難しくなった時期に「統一教会」（統一協会）の教祖・文鮮明がレーガン政権の要請を受けて創設した新聞『ワシントン・タイムズ』でコントラに対し、1,400万ドル（当時のレートで約35億円）を援助することを申し出た。
1988年3月23日、コスタリカの仲介でサポア停戦合意が結ばれ、翌年の追加合意でコントラの武装解除と再統合が計られた。この合意により国際監視下での選挙が1990年2月25日行われ、国民野党連合のビオレタ・チャモロがダニエル・オルテガを破り大統領に当選した。いくらかのコントラ分子及びサンディニスタの一部は1990年代の短期間武装反乱を起こしたが、いずれも武装解除するように説得された。解散後も一部の元兵士がレコントラを結成して抵抗を続けた。